# Эберхарт, Ричард
Ричард Гормли Эберхарт (англ. Richard Ghormley Eberhart; 5 апреля 1904, Остин, Миннесота, США — 9 июня 2005, Хановер, Нью-Гэмпшир) — американский поэт, лауреат Пулитцеровской премии 1966 года, консультант по поэзии Библиотеки Конгресса США.

## Биография
Ричард Эберхарт родился в Остине, небольшом городке на юго-востоке штата Миннесота. После окончания школы в 1921 году поступил в Университет Миннесоты. Через год от рака умирает мать Эберхарта. Это событие повлияло на решение Ричарда заняться поэзией. Из-за финансовых проблем отца Ричард вынужден бросить обучение в университете и поступить в Дартмутский колледж в Нью-Гэмшире.
После окончания колледжа Эберхарт занимался самой разной работой, даже нанимался палубным матросом на судно. Через некоторое время он переезжает в Англию, где поступает в Колледж Св. Иоанна в Кембридже. В начале 30-х годов работает наставником сына короля Сиама Прачадипока. Первый сборник Эберхарта «Храбрость земли» выходит в свет в 1931 году. В 1932 году поэт возвращается в Америку и поступает в магистратуру Гарвардского университета. С 1933 года начинает заниматься преподавательской деятельностью в школе св. Марка в Массачусетсе. В 1941 году Эберхарт женится на Хелен Будчер.
В годы второй мировой войны Эберхарт служил в частях военно-морского флота США. В это же время было написано его наиболее известное стихотворение «Ярость бомбежки».
Начиная с 50-х годов Эберхарт полностью посвящает себя творчеству и преподавательской деятельности. На протяжении многих лет он преподает в различных американских учебных заведениях, таких как Вашингтонский (Сиэтл), Брауновский, Колумбийский и Принстонский университеты, Дартмутский колледж.
В 1950 году Эберхарт основывает «Театр поэта» в американском Кембридже и становится его первым руководителем. В 1959 году по приглашению президента Дуайта Эйзенхауэра становится членом Национального института искусств и литературы, также назначается консультантом по поэзии Библиотеки Конгресса США. В 1962 году Эберхарт отмечен премией Боллингена.
В 1966 году Эберхарту присуждается Пулитцеровская премия за сборник «Избранные стихотворения 1930—1965 годов», а в 1969 году он получает грант от Американской поэтической академии. За период с 1931 по 1973 годы вышло в свет более десятка сборников стихотворений поэта.
Ричард Эберхарт умер в своё доме в Гановере в штате Нью-Гэмпшир 9 июня 2005 года в возрасте 101 года.

## Избранная библиография
- «Храбрость земли» / A Bravery of Earth 1930
- «Читая душу» / Reading the Spirit 1937
- «Песня и идея» / Song and Idea 1942
- «Братство людей» / Brotherhood of Men 1949
- «Великая хвала» / Great Praises 1957
- «Каменоломня» / The Quarry: New Poems 1964
- «Избранные стихотворения 1930—1965 годов» / Selected Poems: 1930—1965 1965
- «Сдвиги существования» / Shifts of Being 1968
- «Поля доброты» / Fields of Grace 1973

### Переводы на русский
- Стихи (Перевод с английского П. Вегина, Е. Витковского, А. Сергеева) // Современная американская поэзия: Антология. – М.: Прогресс, 1975. – С. 169–174. pdf